# 쉬니 백작 오토 2세
오토 2세(Otton II de Chiny, 1065년 - 1131년 이후)는 로렌의 귀족으로, 카롤링거 왕조의 분가인 헤르베르투스 왕조 줄신 치니 백작이다. 샤를마뉴의 둘째 아들 피피노 카를로만의 서자 베른하르트 1세의 10대손이 된다.
치니 백작 아르노알드 1세와 아델하이스(Adelhais de Ramerupt-Roucy)의 아들이다. 그는 1106년 부친의 죽음으로 백작위를 계승하였다. 부친대인 1070년부터 건립을 시작한 오르발 수도원(Abbey of Orval)의 공사를 계속하여 1124년에 수도원 건설을 마쳤다. 1131년 오토는 오르발 수도원에 키스테르시안(Cistercian) 공동체를 설치하였다.

## 같이 보기
- 시토 수도회
- 십자군 전쟁

## 참고 자료
- Arlette Laret-Kayser, Entre Bar et Luxembourg : Le Comté de Chiny des Origines à 1300, Bruxelles (éditions du Crédit Communal, Collection Histoire, série in-8°, n° 72), 1986
- Medieval Lands Project, Comtes d’Ivois et Chiny
- Medieval Lands Project, Seigneurs de Lumain, Avoués de Hesbaye